# Unreal Tournament 2004
Unreal Tournament 2004, también conocido como UT2004 o UT2K4, es un videojuego de acción en primera persona, principalmente orientado a la experiencia multijugador, muy parecido a su antecesor, Unreal Tournament 2003, en el que el objetivo varía según el modo de juego elegido, pero que en todos los casos incluye el uso de la violencia (virtual, por supuesto) para conseguirlo. El juego, además, incluye un modo de un solo jugador que emula el juego multijugador a través del uso de entidades controladas por computadora, que simulan a los jugadores humanos, llamadas bots. Unreal Tournament 2004 es parte de la serie Unreal, y es la secuela de Unreal Tournament 2003, además de ser sucesor del juego Unreal Tournament, juego a quienes muchos consideran superior a UT2003 y UT2004. El juego fue codesarrollado por Epic Games y Digital Extremes y publicado por Atari. La mayor adición que UT2004 hace al universo Unreal es la introducción de vehículos a la fórmula de los FPS, siguiendo los pasos de otros juegos como Tribes 2, Halo: Combat Evolved, y Battlefield 1942.
Una de las características centrales y definitivas de los Unreal Tournaments, y uno de los mayores componentes de su éxito, es la facilidad con la cual muchos jugadores pueden crear y compartir sus propias modificaciones y contenido propio tales como mapas, (los cuales abundan en número) armas, y modos de juego innovadores, llamados también mods. Varios de los mapas creados por jugadores suelen ser superiores a aquellos que vienen con el juego. En consecuencia, muchos, sino la mayoría, de los servidores de UT alrededor del mundo incluyen mapas de terceros en sus rotaciones. Los mapas personalizados pueden ser creados con el editor (UnrealED) incluido con el juego.
Además de introducir nuevas armas, vehículos y modos de juego, y de recuperar clásicos como Sniper Rifle, Unreal Tournament 2004 trae todo el contenido de Unreal Tournament 2003. Consecuentemente, Unreal Tournament 2004 reemplazó completamente a Unreal Tournament 2003 en las tiendas. Las cajas de Unreal Tournament 2004 en venta en los Estados Unidos incluyeron una rebaja por correo de U$S10 requiriendo que un formulario corto sea llenado y enviado a Atari junto con una copia de la cubierta del manual de Unreal Tournament 2003'. Las versiones en venta en el Reino Unido tienen una oferta similar, pero requieren el envío del CD de juego de Unreal Tournament 2003 en su lugar.
Su sucesor, Unreal Tournament 3, fue lanzado en noviembre de 2007 con éxito de ventas.
El juego incluye aparte de lo conocido la nueva raza, el imperio Skaarj que participa en el torneo.